# Temelucha monticola
Temelucha monticola là một loài tò vò trong họ Ichneumonidae.